# Dalby Söderskogs nationalpark

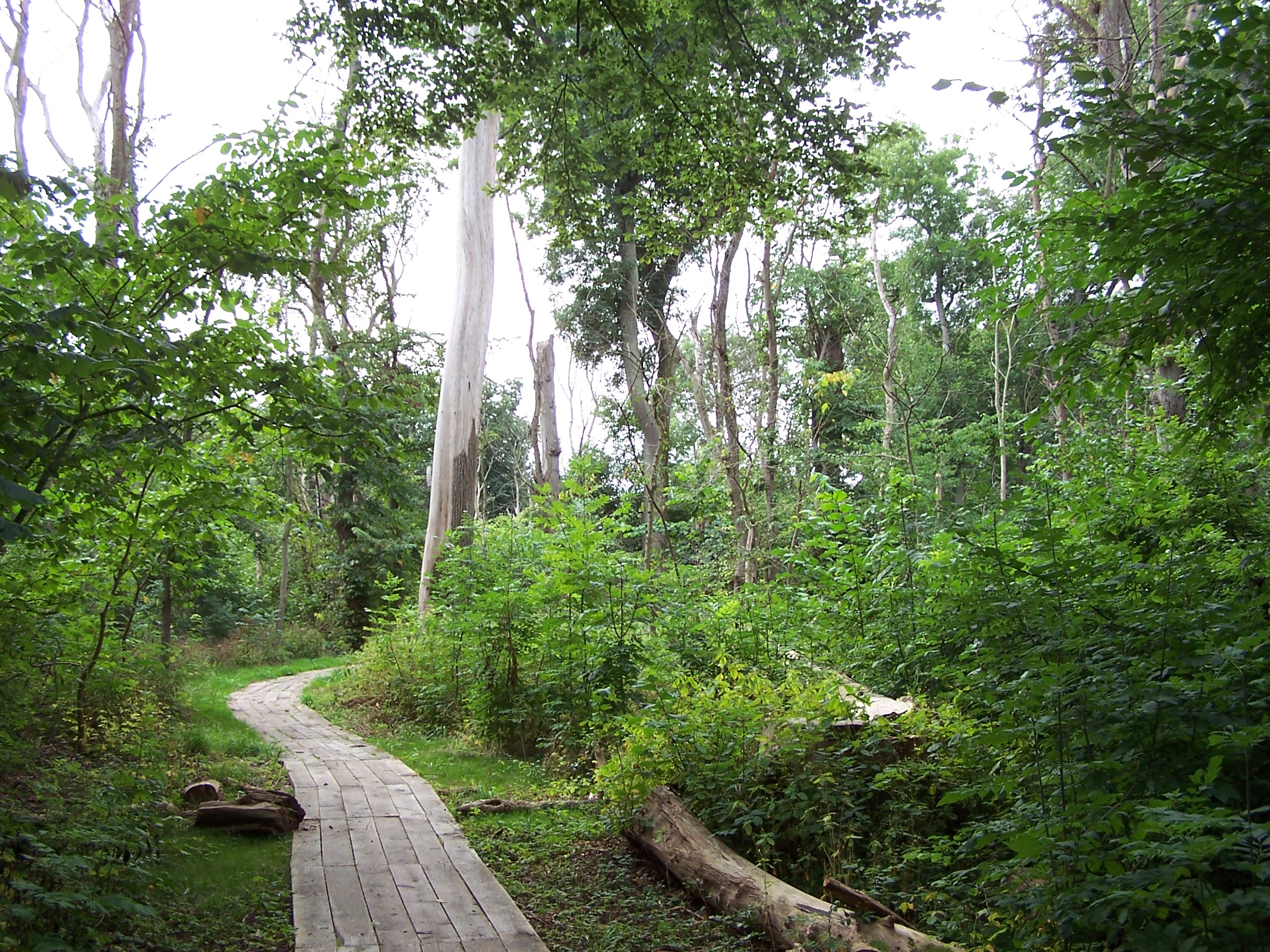
Park narodowy Dalby Söderskog

Dalby Söderskogs nationalpark – park narodowy w Szwecji, położony na terenie gminy Lund, w regionie Skania.
Jest to najbardziej na południe położony park narodowy w Szwecji. Został utworzony w 1918 w celu ochrony lasu liściastego położonego na żyznych równinach Skanii. Gatunki drzew spotykane na terenie parku to: jesion (Fraxinus excelsior), wiązy (Ulmus sp.), dęby (Quercus sp.) oraz dość rzadki w Skandynawii buk (Fagus sylvatica). Ponadto spotyka się także olszę czarną (Alnus glutinosa), kasztanowca (Aesculus hippocastanum), jabłoń (Malus sylvestris), lipy (Tilia sp.), klony (Acer sp.) i wierzby (Salix). Dzięki wysokiej zawartości wapnia w glebie, występują liczne gatunki roślin zielnych. Szczególnie widoczne jest to wiosną podczas aspektu wiosennego.
Park narodowy Dalby Söderskog jest łatwo dostępny dla turystów. Na jego terenie (mimo niewielkich rozmiarów parku) wytyczono kilka szlaków turystycznych.
Około połowy powierzchni parku jest otoczone wałem ziemnym o szerokości 56 m i wysokości 1m. Jest to prawdopodobnie grodzisko.